# Míssil anticarro

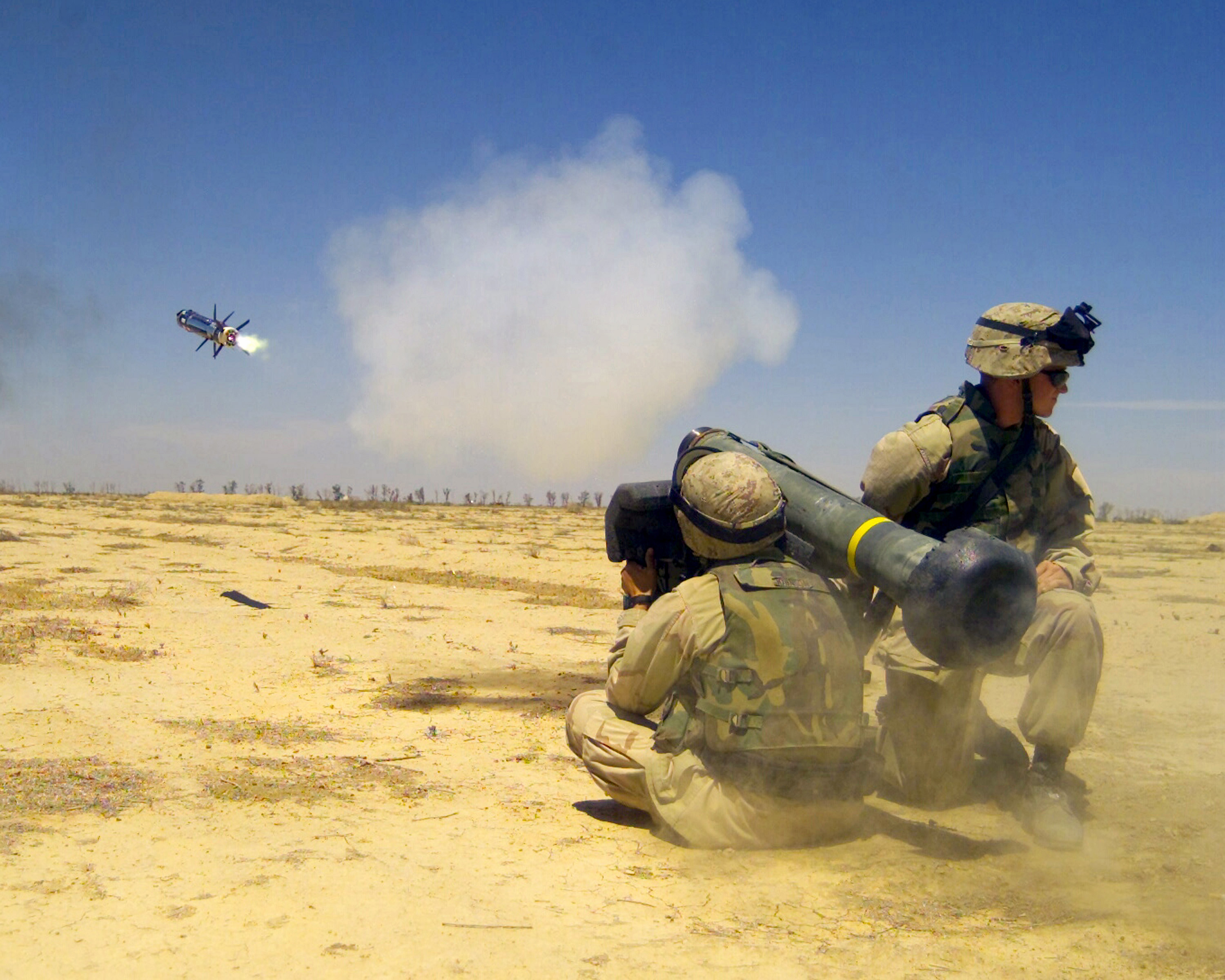
Um FGM-148 Javelin do exército americano disparando um míssil antitanque.

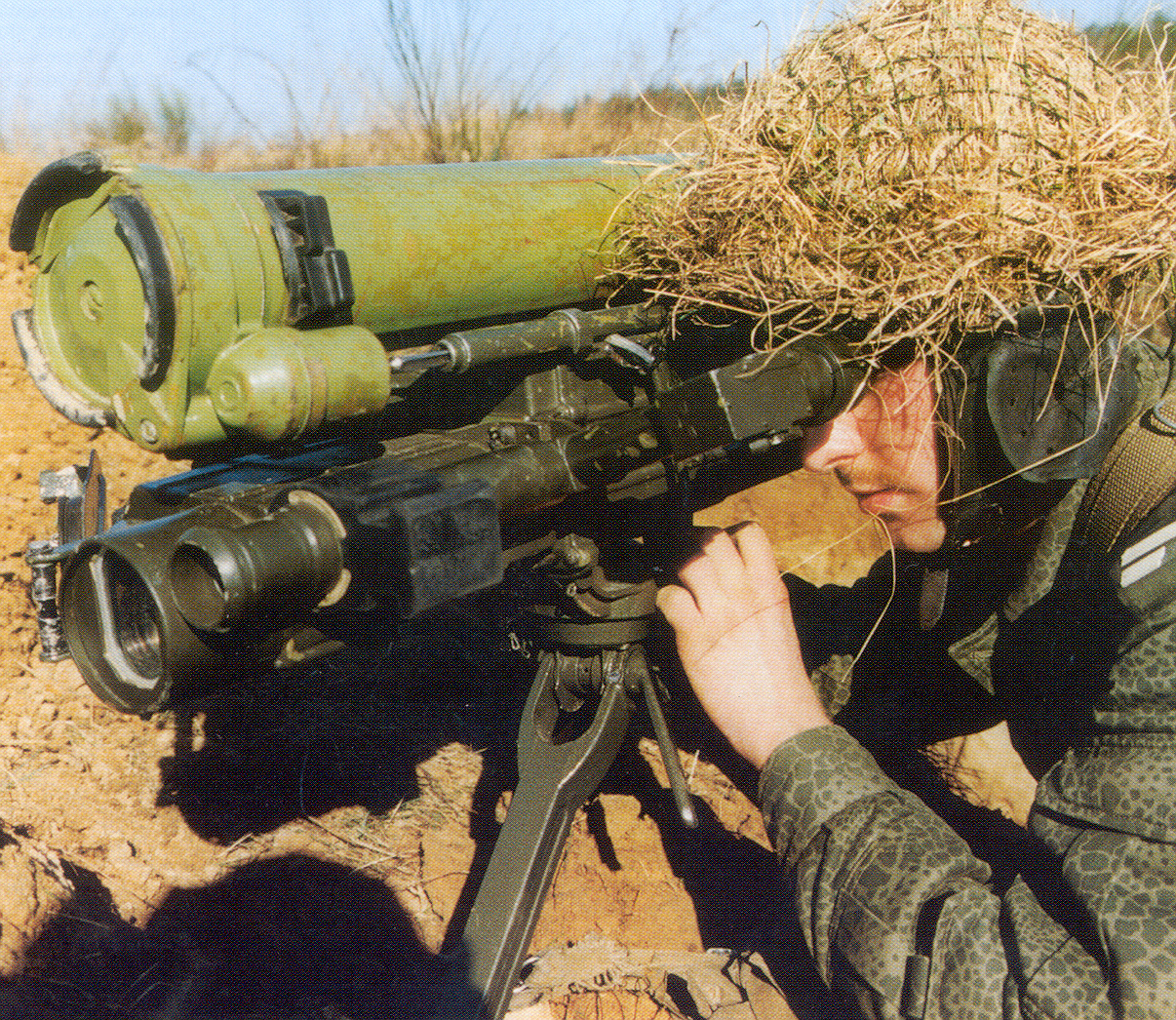
Um ATGM 9K115 Metys do Exército Polaco

O míssil anticarro ou antitanque (ATGM) é um míssil guiado projetado para abater e destruir tanques ou qualquer outro tipo de veículo de militar com blindagem. Pode ser lançado de plataformas terrestres, aviões, navios e até por uma dupla de soldados; geralmente é guiado por laser ou infravermelhos e perfura a blindagem do tanque antes de detonar.
Mísseis antitanque estão na escala de mísseis cujo tamanho e peso podem ser transportados por um soldado apenas, e lançados a partir do ombro do soldado ou montado em um tripé. Mísseis de maior "calibre" necessitam de um esquadrão ou time para o transporte e manuseio da arma, até o veículo ou aeronave na qual o míssil arma será montado.
A introdução de pequenos mísseis portáteis anticarro deu a infantaria a habilidade de derrotar mesmo carros de combate pesados, usualmente com o primeiro tiro.
As armas anticarro mais antigas como rifles antitanque, foguetes, e minas antitanque tinham uma penetração na blindagem limitada e/ou requeriam uma aproximação maior do soldado para serem usadas com eficiência.
A primeira geração de mísseis anticarro como o AT-3 Sagger  eram comandadas manualmente usando joysticks ou acessórios similares.

## Tipos de mísseis anticarro
- ZT3 Ingwe
- Mokopa
- PARS 3 LR
- Shershen
- ALAC
- FOG-MPM
- MSS-1.2
- HJ-12
- FGM-148 Javelin
- BGM-71 TOW
- AGM-114 Hellfire
- MILAN
- Spike
- Type 79 Jyu-MAT
- Type 87 Chu-MAT
- Type 01 LMAT
- Brimstone
- NLAW
- 9M133 Kornet
- RK-3 Corsar
- Skif